# Изван (филм из 1981)
Изван (итал. …E tu vivrai nel terrore! L'aldilà; досл. …И живећеш у терору! Загробни живот) италијански је натприродни сплатер хорор филм јужњачке готике из 1981. године, редитеља Луча Фулчија, са Катрионом Макол, Дејвидом Ворбеком и Чинцијом Монреале у главним улогама. Представља други и најуспешнији део Фулчијеве трилогије Седам капија пакла, као и тематски наставак Града живих мртваца (1980). Радња прати жену која одседа у хотелу у руралном делу Луизијане, где се пре више од 50 година одиграло стравично убиство. Она открива да се на том месту налази још једна од 7 капија пакла. Интересантно је да Катриона Макол поново у главној улози, али је њен лик промењен у односу на претходни део.
Филм је сниман крајем 1980. у Њу Орлеансу, а премијерно је приказан 29. априла 1981, у дистрибуцији продукцијске куће Medusa Distribuzione. Иако је зарадио мање од претходних Фулчијевих зомби хорора, добио је веома позитивне оцене критичара и многи га сматрају једним од најбољих хорор филмова свих времена. Временом је постао и култни класик.
Исте године објављен је трећи и последњи део трилогије Седам капија пакла, под насловом Кућа поред гробља.

## Радња
Године 1927. уметник по имену Швајх ради на застрашујућем цртежу Седам капија пакла у соби 36 хотела у Њу Орлеансу, Луизијана. Швајх је покушавао да заштити једну од капија пакла, која, уколико би се отворила, изазвала би крај човечанства. Међутим, убијен је у подруму хотела због наводног коришћења црне магије. Лиза Мерил након 53 године добија хотел у наследство и открива његову застрашујућу прошлост. 

## Улоге
| Глумац              | Улога             |
| ------------------- | ----------------- |
| Катриона Макол      | Лиза Мерил        |
| Дејвид Ворбек       | др Џон Макејб     |
| Чинција Монреале    | Емили             |
| Антоин Сент-Џон     | Швајх             |
| Вероника Лазар      | Марта             |
| Лари Реј            | Лари              |
| Ал Кливер           | др Харис          |
| Микеле Мирабела     | Мартин Авери      |
| Ђанпаоло Сакарола   | Артур             |
| Марија Пија Марсала | Џил               |
| Лаура де Марки      | Мери-Ен           |
| Тонино Пулки        | водоинсталатер Џо |
| Лучо Фулчи          | библиотекар       |